# Ярков Сергій Іванович
Сергій Іванович Ярков (нар. 2 травня 1970, с. Пустовійтове, Глобинський район, Полтавська область, УРСР) — український футболіст, нападник.

## Життєпис
Грав у вищій лізі чемпіонату України за «Евіс» (1992 рік, 10 матчів) і тернопільську «Ниву» (1994 рік, 5 матчів). Також грав у першій лізі за «Артанію», в другій — за «Таврію» / «Водник» (Херсон) та «Олімпію ФК АЕС». У 1995 році завершив професіональну кар'єру, виступав за аматорські клуби «Славія» (Баштанка), «Мир» (Горностаївка) та «Варварівку».